# تشيز برغر

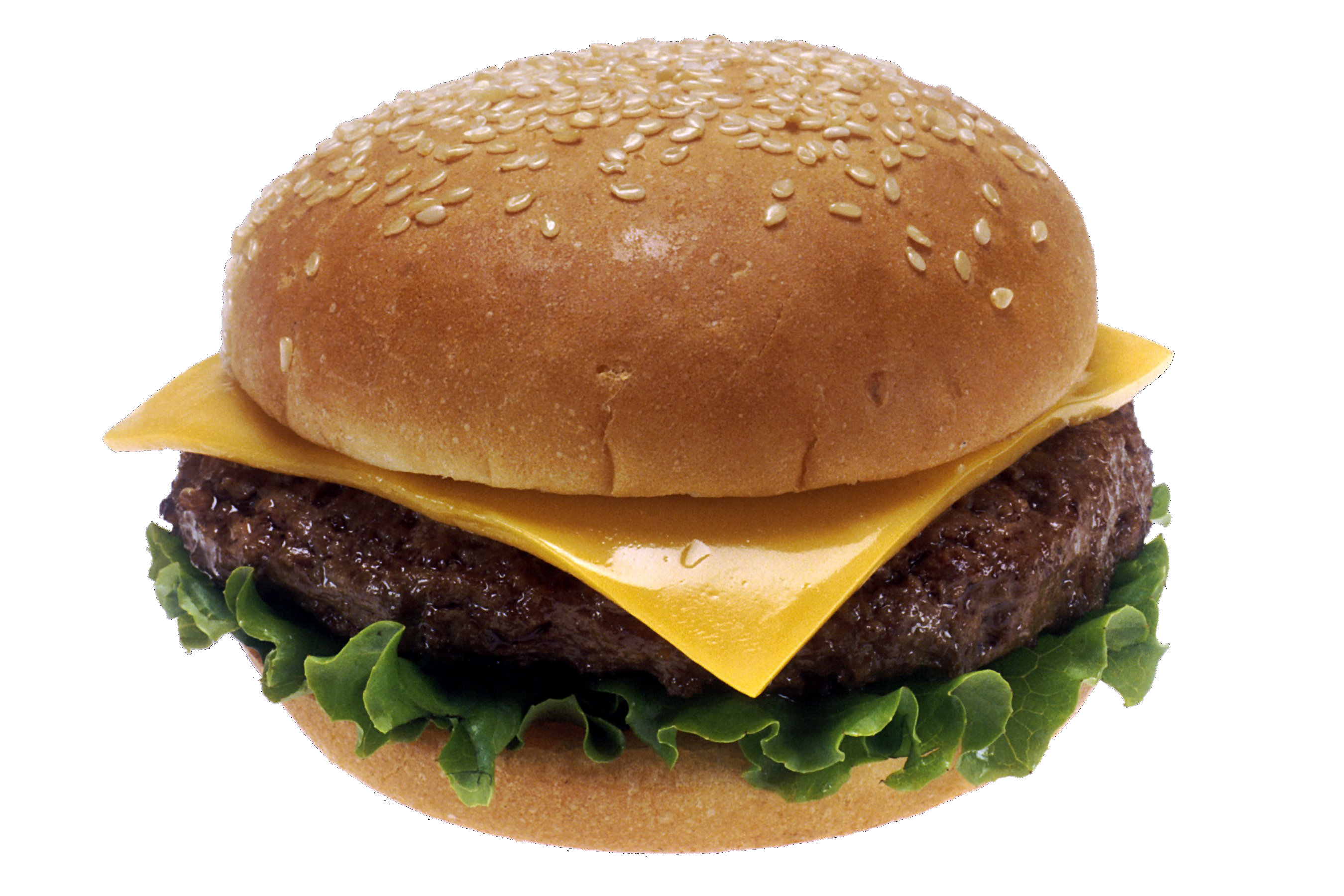
تشيز برجر

تشيز برجر أو برجر الجبنة هو الهامبرغر العادي ولكن يضاف إليه قطعة جبنة فوق اللحمة. يمكن أن يتكوّن من الخبز، اللحم والجبن مع الصلصة كما يمكن إضافة مكوّنات أخرى للحصول على أفضل مذاق. فيحضّر من اللحم، البصل، صلصة ورشستر، البقدونس المفروم، جبنة شيدر، خبز الهمبرغر، الخس، الطماطم، البهار والملح.
تحتوي وجبة التشيز برغر (300غ تقريباً) على المعلومات الغذائية التالية:
- السعرات الحرارية: 537
- الدهون: 34
- الدهون المشبعة: 14
- الكوليسترول: 110
- الكاربوهيدرات: 26
- البروتينات: 31

## معرض صور

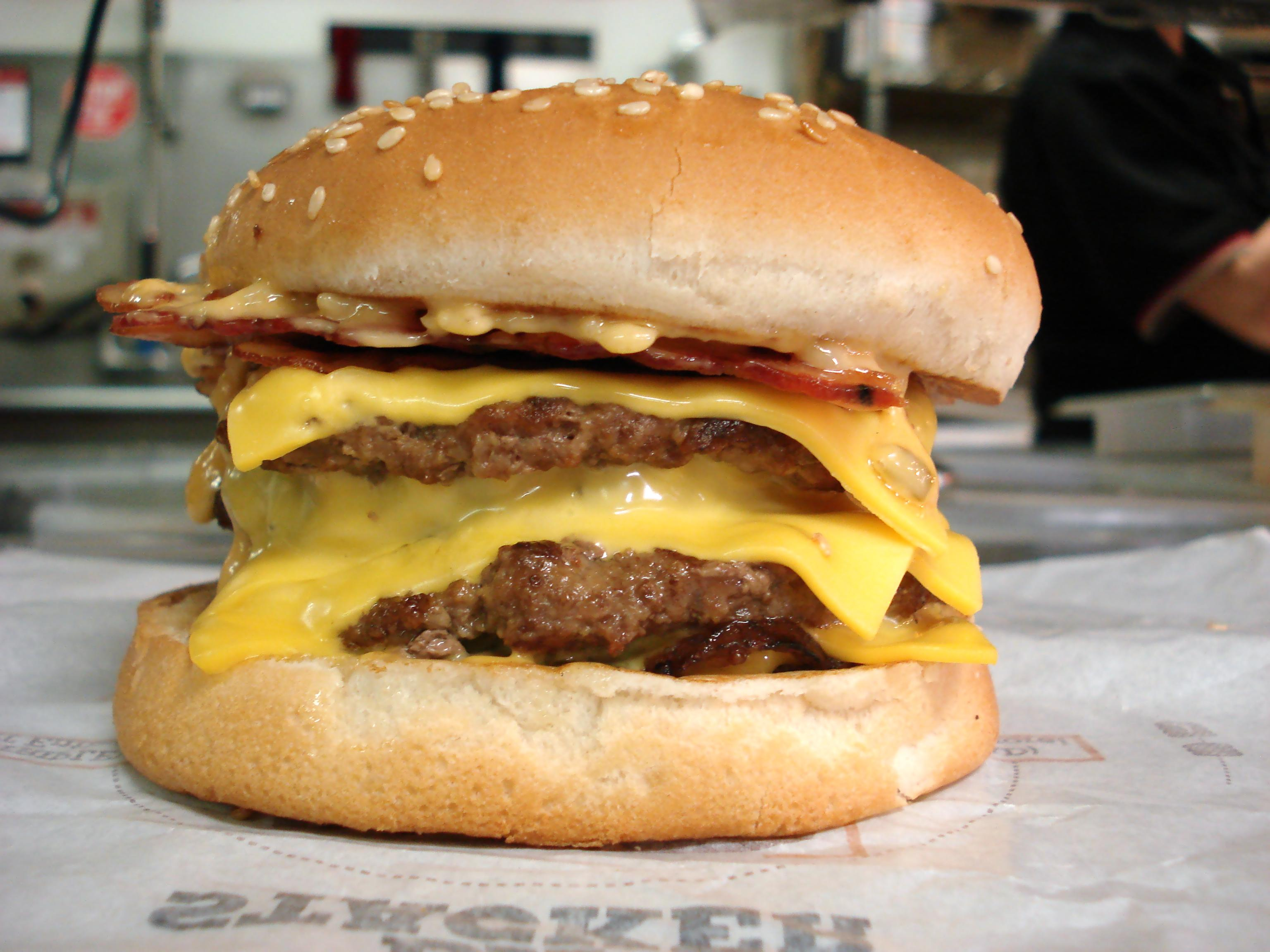
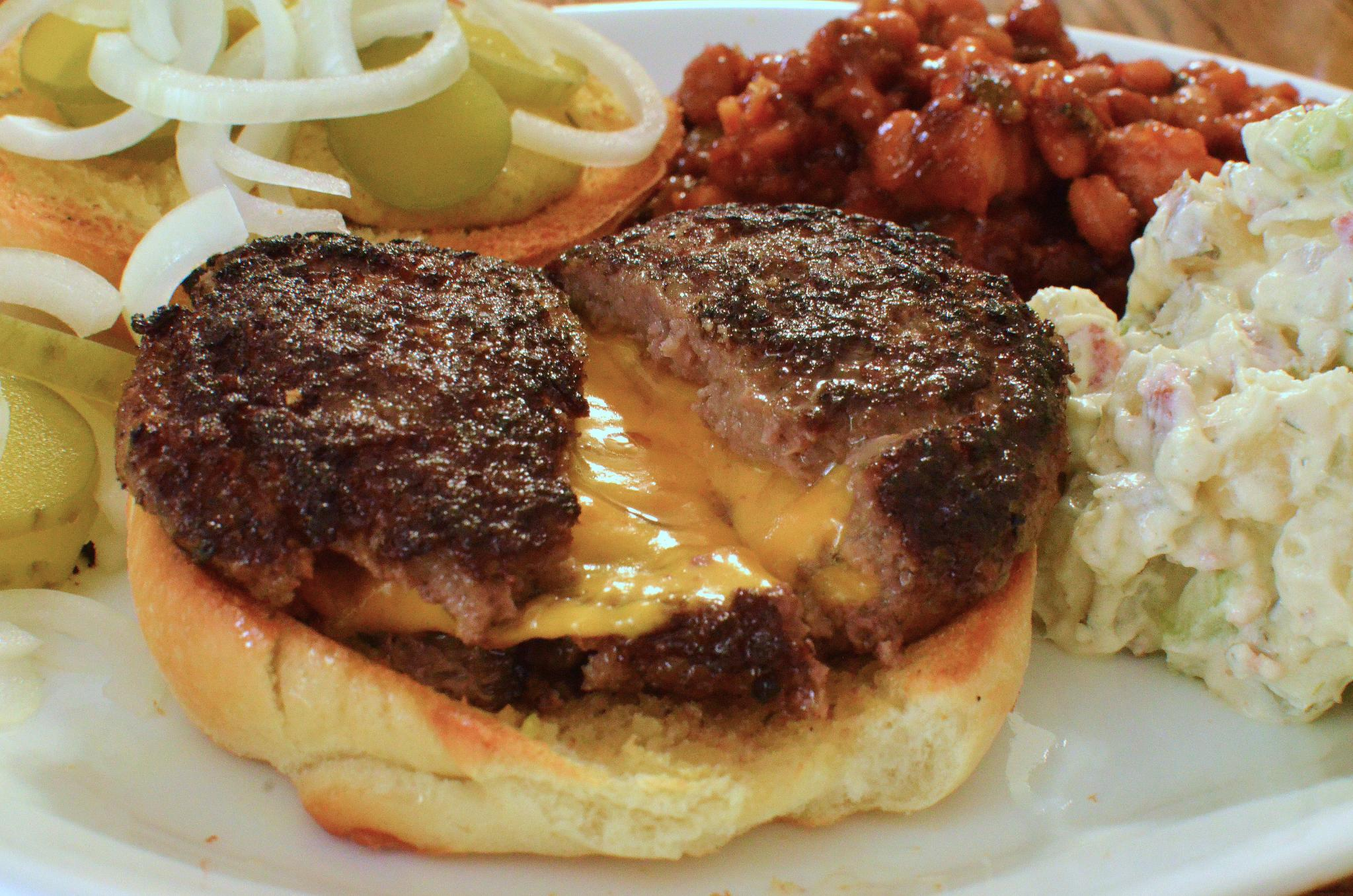
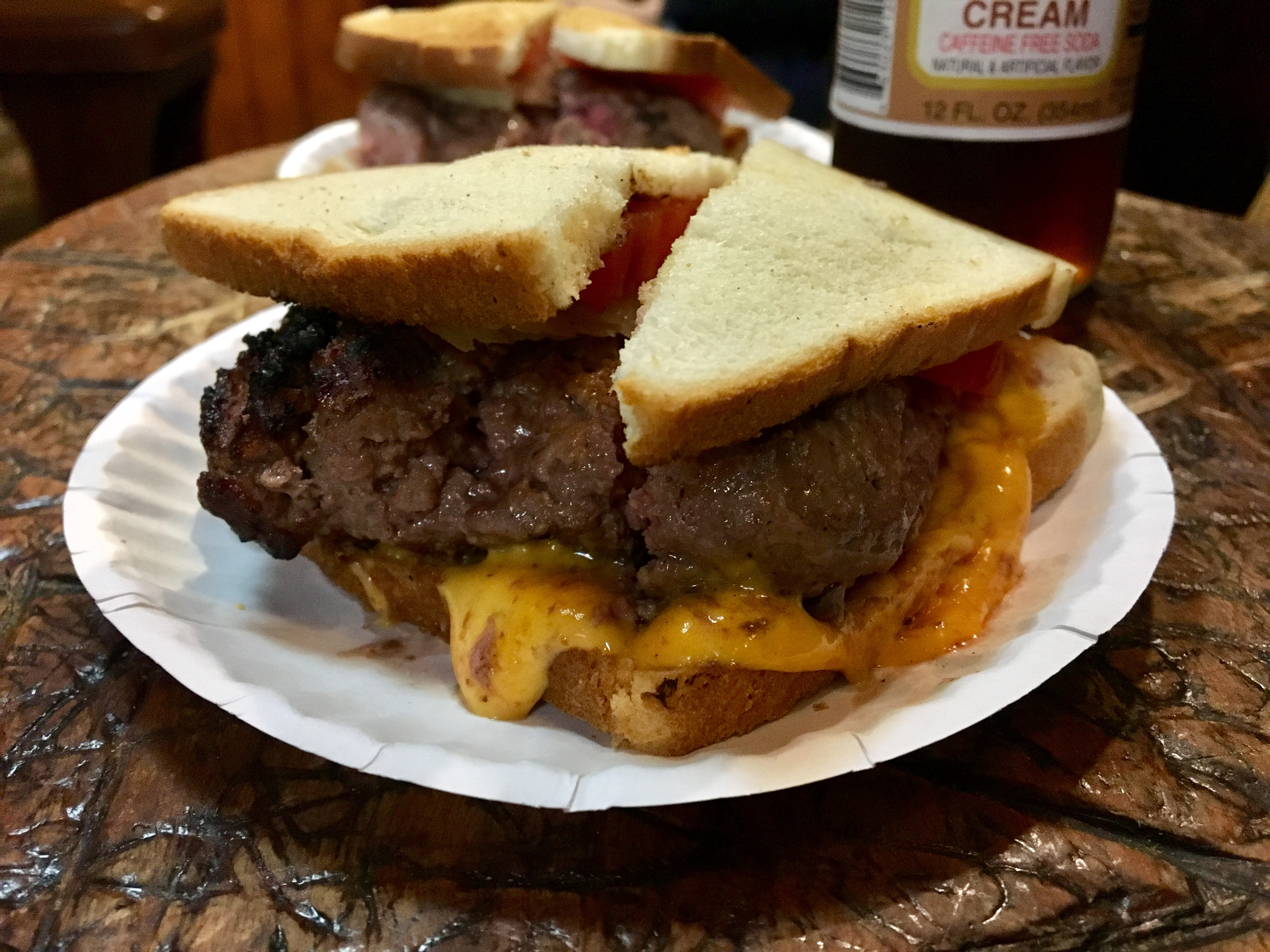
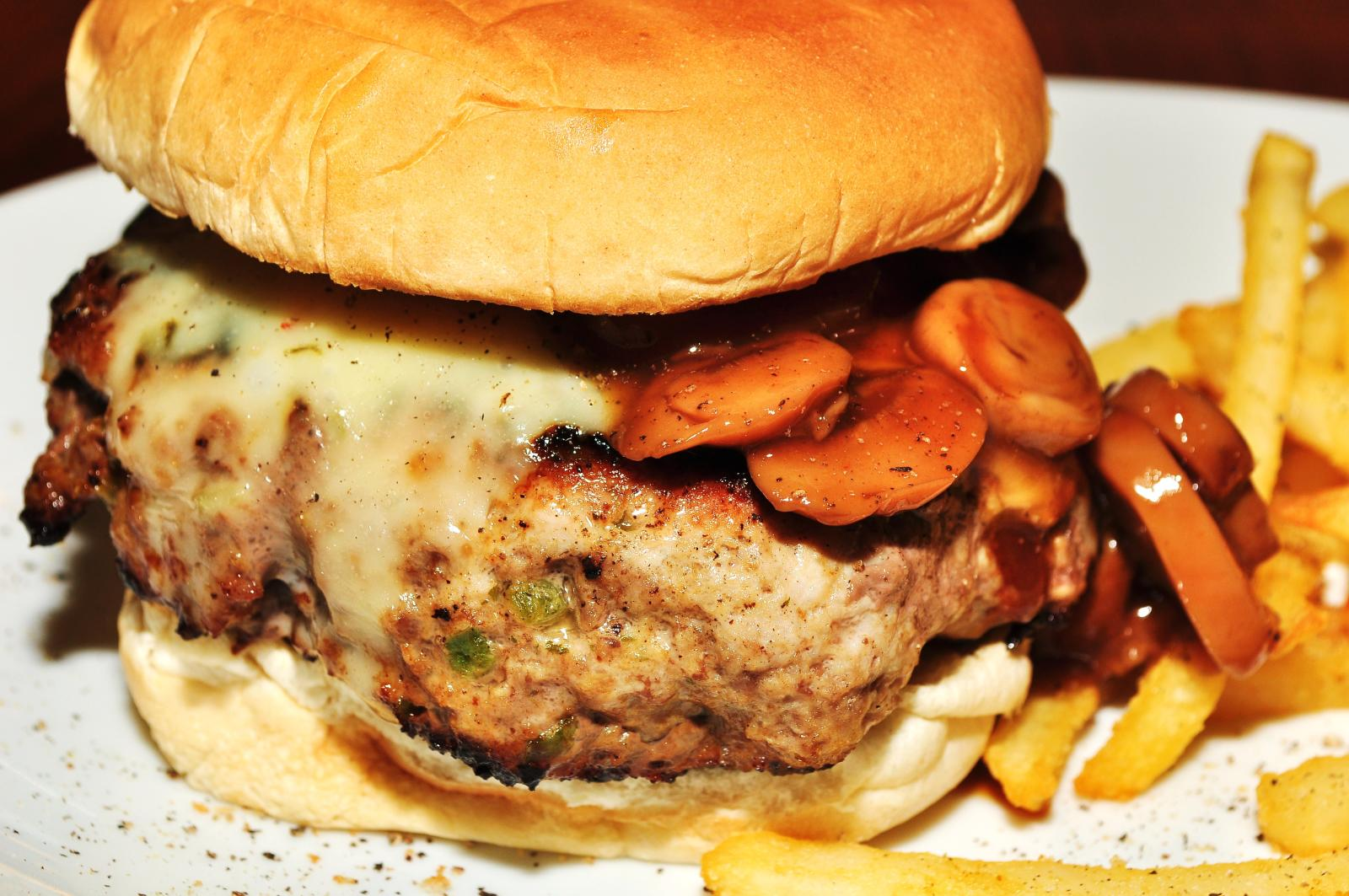
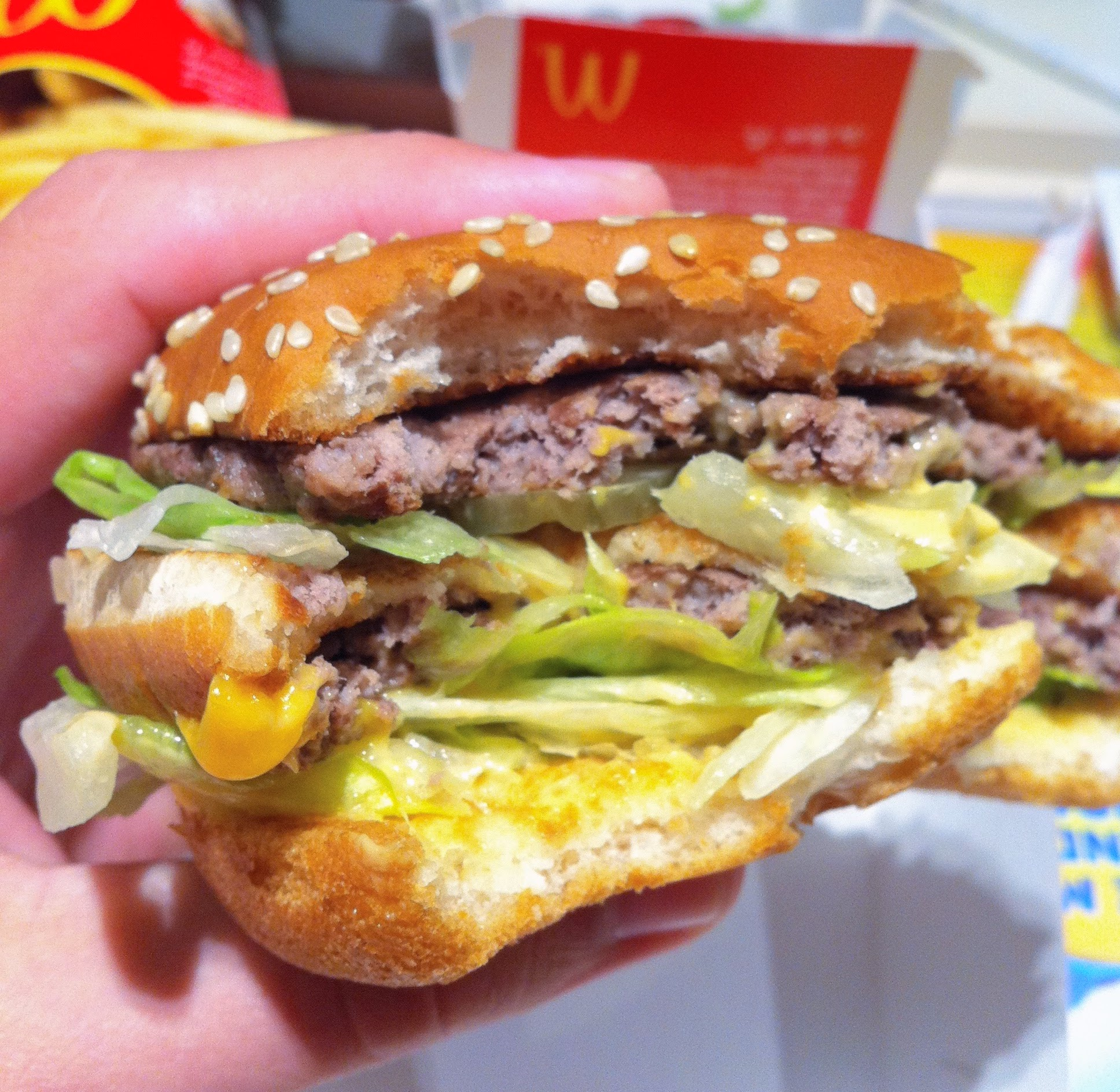
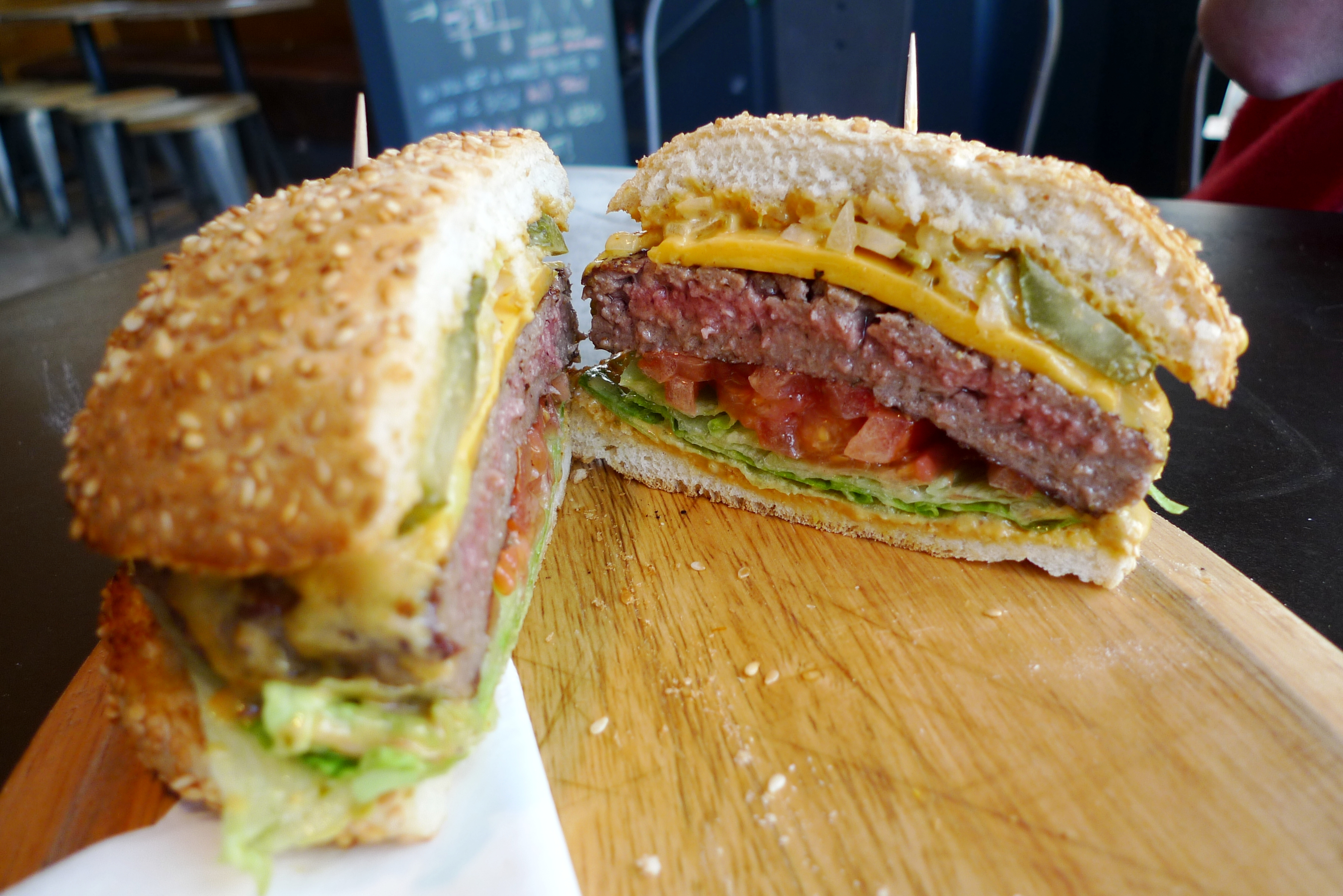